# Älmeboda
Älmeboda är en småort och fram till 1876 kyrkby i Älmeboda socken i Tingsryds kommun, Kronobergs län. Belägen cirka 50 km sydöst om Växjö norr om  tätorten Rävemåla, där Länsväg 120 och Länsväg 122 korsar varandra. 
Avståndet till kommunens centralort Tingsryd är fågelvägen cirka 20 km. 

## Historia
Älmeboda  är ett mindre före detta stationssamhälle och några gårdar i byn i Kronobergs län,. Älmeboda hade 1932  2 jordbruksfastigheter och 29 andra fastigheter taxerade till för jordbruksfastigheterna 101 800 kr., därav 40 700 jordbruksvärde och 58 600 skogsvärde och 2 500 i  tomtvärde och industrivärde samt för andra fastigheter 125 300. 
Samhället ingår i  fastigheterna Älmeboda nr 1 och  Älmeboda nr 2. Innevånarantalet var 1931 175 invånare. Älmeboda nr 2, 1 mantal, kyrkoherdeboställe med en areal 210,7 hektar, därav 14 åker,139 skog, taxeringsvärde för fastigheten 81 300 kr., därav 27 100 jordbruksvärde och 54 200 skogsvärde.

### Industri 1932
Tre sågverk  taxerade till respektive 11500 kr  5 000 kr och 5 000 kr. Älmeboda var ändstation på Nättraby-Alnaryd-Elmeboda Järnväg, NAEJ. Orten hade 1932 poststation och telefonstation.

## Befolkningsutveckling
| Befolkningsutvecklingen i Älmeboda 1960–2015                     | Befolkningsutvecklingen i Älmeboda 1960–2015 | Befolkningsutvecklingen i Älmeboda 1960–2015 | Befolkningsutvecklingen i Älmeboda 1960–2015 | Befolkningsutvecklingen i Älmeboda 1960–2015 |
| ---------------------------------------------------------------- | -------------------------------------------- | -------------------------------------------- | -------------------------------------------- | -------------------------------------------- |
|                                                                  |                                              |                                              |                                              |                                              |
| År                                                               |                                              |                                              | Folkmängd                                    | Areal (ha)                                   |
| 1960                                                             | 1960                                         |                                              | 168                                          | ¤                                            |
| 1990                                                             | 1990                                         |                                              | 130                                          | 36#                                          |
| 1995                                                             | 1995                                         |                                              | 117                                          | 35#                                          |
| 2000                                                             | 2000                                         |                                              | 102                                          | 35#                                          |
| 2005                                                             | 2005                                         |                                              | 94                                           | 35#                                          |
| 2010                                                             | 2010                                         |                                              | 75                                           | 35#                                          |
| 2015                                                             | 2015                                         |                                              | 79                                           | 29#                                          |
| Anm.: ¤ Som tätortsbebyggelse med 150-199 invånare # Som småort. |                                              |                                              |                                              |                                              |

## Kända personer från Älmeboda
- Lars-Åke Lagrell